# 亞洲協會
亞洲協會（英語：Asia Society）总部位于纽约，是美國一個非牟利組織，創辦宗旨是向世界傳播亞洲文化。

## 历史
創立於1956年，該會在美國休斯頓、洛杉磯、三藩市和首都華盛頓都設有中心，而海外中心則遍及香港、馬尼拉、孟買、首爾、上海和悉尼，海內外所有中心均由位於紐約市的協會總部監管。

## 展品与活动
位於紐約市的協會總部還附設有博物館，內裡展出洛克菲勒家族收藏的亞洲藝術品，定期輪流展出的藝術品包括來自中國、日本、印度和韓國等地。
2020年，亚洲协会发起全球讨论以抗击新冠疫情期间针对亚裔的种族主义，邀请刘云平、毛彬丞、 埃里克·加塞蒂等嘉宾组成发言团队。